# Campeonato Panamericano de Balonmano Femenino de 2009
El X Campeonato Panamericano de Balonmano Femenino de 2009 se disputó en Santiago de Chile, Chile entre el 23 y el 27 de junio de 2009 bajo la organización de la Federación Panamericana de Handball. El torneo entregó 3 plazas para el Campeonato Mundial de balonmano Femenino de China 2009

## Grupos
| Grupo A  | Grupo B              |
| -------- | -------------------- |
| Brasil   | Argentina            |
| Paraguay | República Dominicana |
| México   | Uruguay              |
| Chile    |                      |

## Primera ronda
Clasifican 4 equipos (los dos mejores de cada grupo) 

### Grupo A
| Equipo   | J | G | E | P | GF  | GC | DG  | PTS |
| -------- | - | - | - | - | --- | -- | --- | --- |
| Brasil   | 3 | 3 | 0 | 0 | 110 | 46 | +64 | 6   |
| Chile    | 3 | 2 | 0 | 1 | 83  | 93 | -10 | 4   |
| México   | 3 | 1 | 0 | 2 | 58  | 72 | -14 | 2   |
| Paraguay | 3 | 0 | 0 | 3 | 56  | 96 | -40 | 0   |

#### Resultados
| Fecha      | Hora  | Partido³ | Partido³ | Partido³ | Resultado |
| ---------- | ----- | -------- | -------- | -------- | --------- |
| 23.06.2009 | 15:00 | Brasil   | -        | México   | 30-13     |
| 23.06.2009 | 20:15 | Chile    | -        | Paraguay | 34-30     |
| 24.06.2009 | 16:00 | Brasil   | -        | Paraguay | 36-11     |
| 24.06.2009 | 20:00 | Chile    | -        | México   | 27-19     |
| 25.06.2009 | 16:00 | México   | -        | Paraguay | 26-15     |
| 25.06.2009 | 20:00 | Brasil   | -        | Chile    | 44-22     |

### Grupo B
| Equipo               | J | G | E | P | GF | GC | DG  | PTS |
| -------------------- | - | - | - | - | -- | -- | --- | --- |
| Argentina            | 2 | 2 | 0 | 0 | 53 | 38 | +15 | 4   |
| República Dominicana | 2 | 0 | 1 | 1 | 38 | 45 | -7  | 1   |
| Uruguay              | 2 | 0 | 1 | 1 | 42 | 50 | -8  | 1   |

#### Resultados
| Fecha      | Hora  | Partido³             | Partido³ | Partido³             | Resultado |
| ---------- | ----- | -------------------- | -------- | -------------------- | --------- |
| 23.06.2009 | 17:00 | República Dominicana | -        | Uruguay              | 21-21     |
| 24.06.2009 | 18:00 | Argentina            | -        | Uruguay              | 29-21     |
| 25.06.2009 | 18:00 | Argentina            | -        | República Dominicana | 24-17     |

### 5º al 7º Puesto
| Fecha      | Hora² | Partido³ | Partido³ | Partido³ | Resultado |
| ---------- | ----- | -------- | -------- | -------- | --------- |
| 26.06.2009 | 16:00 | Uruguay  | -        | Paraguay | 28-24     |
| 27.06.2009 | 15:45 | México   | -        | Uruguay  | 23-23     |

## Fase final

### Semifinales
| Fecha      | Hora² | Partido³  | Partido³ | Partido³             | Resultado |
| ---------- | ----- | --------- | -------- | -------------------- | --------- |
| 26.06.2009 | 18:00 | Brasil    | -        | República Dominicana | 38-12     |
| 26.06.2009 | 20:00 | Argentina | -        | Chile                | 34-11     |

### 3º/4º puesto
| Fecha      | Hora² | Partido¹ | Partido¹ | Partido¹             | Resultado |
| ---------- | ----- | -------- | -------- | -------------------- | --------- |
| 27.06.2009 | 17:45 | Chile    | -        | República Dominicana | 34-30     |

### Final
| Fecha      | Hora² | Partido¹  | Partido¹ | Partido¹ | Resultado |
| ---------- | ----- | --------- | -------- | -------- | --------- |
| 27.06.2009 | 19:45 | Argentina | -        | Brasil   | 26-25     |

| Argentina           |
| Campeón             |
| Argentina 1° título |

### Clasificación general
| 1. Argentina            |
| 2. Brasil               |
| 3. Chile                |
| 4. República Dominicana |
| 5. México               |
| 6. Uruguay              |
| 7. Paraguay             |

## Clasificados al Mundial 2009
| Bandera de Argentina | Bandera de Brasil | Bandera de Chile |
| Argentina            | Brasil            | Chile            |
| -------------------- | ----------------- | ---------------- |